# Фаткулін Ільдар Раїлович
Ільдар Раїлович Фаткулін  (* 16 жовтня 1982) — російський стрибун на лижах з трампліна. Майстер спорту РФ, переможець Універсіади 2001. Найкращий результат на етапах кубку світу - 6 місце у Німеччині 2001 року. Під час етапу Гран-Прі -2005 у Німеччині виборов четверту позиціію. На Олімпійських іграх у одиночних змаганнях посів 35-е місце (2002) та 44-е (2006)